# Deacon Jones
David D. „Deacon“ Jones (Spitzname “The Secretary of Defense”; * 9. Dezember 1938 in Eatonville, Florida; † 3. Juni 2013 in Anaheim, Kalifornien) war ein US-amerikanischer American-Football-Spieler auf der Position des Defensive Ends. Er spielte in der National Football League (NFL) für die Los Angeles Rams, die San Diego Chargers und die Washington Redskins. Außerdem trat er auch als Schauspieler in Erscheinung.

## Leben

### Jugend
Der 1938 in Eatonville, einer Stadt mit überwiegend afroamerikanischer Bevölkerung, geborene Deacon Jones wuchs dort in ärmlichen Verhältnissen auf. Schon während seiner Jugend war er gezwungen zu arbeiten. Um seine Familie finanziell unterstützen zu können, betätigte er sich als Melonenpflücker. Jones hatte als Jugendlicher die Möglichkeit, den afroamerikanischen Baseballspieler der Brooklyn Dodgers Jackie Robinson spielen zu sehen, der als Erster die sogenannte Farb-Barriere im Baseball durchbrach. Jones besuchte die Highschool und spielte dort neben Baseball auch Football und Basketball. Daneben war Jones in der amerikanischen Bürgerrechtsbewegung aktiv.

### Spielerlaufbahn

#### College
David Jones erhielt im Jahr 1957 ein Stipendium an der South Carolina State University. An diesem College studierten Afroamerikaner. Deacon Jones spielte für die „Bulldogs“, das Footballteam seines Colleges. 1958 setzte er ein Jahr aus. Nachdem sein College mitbekommen hatte, dass er sich für die Bürgerrechtsbewegung engagierte, wurde das Stipendium widerrufen. Ein Assistenztrainer der Footballmannschaft hatte mittlerweile die Schule verlassen und eine Anstellung an der Mississippi Valley State University gefunden, an welcher gleichfalls nur afroamerikanische Studenten eingeschrieben waren. Er machte Jones und anderen Spielern ein Wechselangebot, welches Jones akzeptierte. Er beendete in Mississippi sein Studium. Auch auf diesem College war Rassismus allgegenwärtig. Bei Auswärtsspielen seiner Mannschaft mussten er und seine Mitspieler auf Feldbetten schlafen, da sich die örtlichen Motels weigerten, Zimmer an die Spieler zu vermieten.

#### NFL
Deacon Jones wurde im Jahr 1961 in der 14. Runde an 186. Stelle durch die von Bob Waterfield trainierten Los Angeles Rams gedraftet. Jones wurde zusammen mit Lamar Lundy in der Defensive Line der Rams eingesetzt. Im folgenden Jahr stieß Merlin Olsen zu dem Team aus Los Angeles, und 1963 konnten die Rams Rosey Grier verpflichten. Die vier Defensivspieler bildeten eine der gefürchtetsten Defensive Lines der NFL und gingen als „Fearsome Foursome“ in die Geschichte der Liga ein. Jones wurde ein Schlüsselspieler in der Abwehrreihe der Rams. Immer wieder gelang es dem wendigen und schnellen Jones, die gegnerische Offensive Line zu überwinden, um den Quarterback attackieren zu können. Alleine 1967 gelangen ihm 26 Sacks. Allen Gegnern seiner Mannschaft gelang es in diesem Jahr nur 25 mal, den Quarterback der Rams mit dem Ball in der Hand zu Boden zu bringen. Insgesamt erzielte Jones während seiner Spielzeit bei den Rams 165 Sacks.
Unter Head Coach George Allen gelang Jones und den Rams 1967 der Einzug in die Play-offs, wo sie aber frühzeitig an den von Vince Lombardi betreuten Green Bay Packers mit 28:7 scheiterten. 1969 erfolgte der zweite Einzug der Rams in die Play-offs. Diesmal traf das Team in der ersten Runde auf die Minnesota Vikings, die sich mit 23:20 durchsetzen konnten.
Jones wechselte 1972 zu den San Diego Chargers und nach zwei Spieljahren in San Diego zu den Washington Redskins. Mit den Redskins, die inzwischen ebenfalls von George Allen betreut wurden, konnte Deacon Jones nochmals die Play-offs erreichen. Gegner im ersten Spiel waren ausgerechnet die Rams aus Los Angeles, die das Spiel mit 19:10 gewinnen konnten. Nach der Spielrunde 1974 beendete Jones seine Laufbahn.

### Nach der Spielerlaufbahn
Bereits während seiner Spielzeit betätigte sich Jones als Autohändler und verkaufte Volkswagen. Nach seiner Laufbahn arbeitete er bei verschiedenen US-amerikanischen Firmen, wie der Miller Brewing Company oder Epson. Darüber hinaus trat er immer wieder in kleinen Nebenrollen als Schauspieler in Erscheinung. So wirkte er unter anderem in der Fernsehserie Alf und in dem Film Der Himmel soll warten mit. Jones gründete auch eine Stiftung, die junge Menschen fördert. Jones war verheiratet und lebte zuletzt in Anaheim, wo er auch verstarb. Seine Grabstätte ist nicht bekannt.

## Auszeichnungen
Deacon Jones wurde achtmal in den Pro Bowl und achtmal zum All-Pro gewählt. Seine Rückennummer 75 wird durch die Rams nicht mehr vergeben; sie ehren ihn auf dem St. Louis Ring of Fame. In den Jahren 1967 und 1968 wurde er zum NFL Defensive Player of the Year gewählt. Deacon Jones ist Mitglied in der Pro Football Hall of Fame, im NFL 75th Anniversary All-Time Team, im NFL 1960s All-Decade Team, in der South Carolina Athletic Hall of Fame, in der Florida Sports Hall of Fame und in der Black Sports Hall of Fame. Im Jahr 1999 setzte ihn die Zeitschrift The Sporting News auf Platz 13 der Liste über die 100 besten Footballspieler aller Zeiten.
Zu Jones’ Ehren vergibt die NFL seit 2013 den Deacon Jones Award an den Spieler, der die meisten Sacks der Saison erzielt.

## Trivia
Die Rockgruppe Steely Dan benannte ihren Song Deacon Blues nach Deacon Jones.

## Filmografie
- 1969: Verliebt in eine Hexe (Bewitched, Fernsehserie, Episode 6x01)
- 1971: Drei Mädchen und drei Jungen (The Brady Bunch, Fernsehserie, Episode 2x16)
- 1972: Banacek (Fernsehserie, Episode 1x01)
- 1972: Männerwirtschaft (The Odd Couple, Fernsehserie, Episode 3x08)
- 1972: Visum für die Hölle (Black Gunn)
- 1977, 1982: Miller Lite: Tastes Great, Less Filling (Miniserie, 2 Episoden)
- 1978: Der Himmel soll warten (Heaven Can Wait)
- 1978: Die Nordmänner (The Norseman)
- 1978: Wonder Woman (The New Adventures of Wonder Woman, Fernsehserie, Episode 3x03)
- 1983: Ein Colt für alle Fälle (The Fall Guy, Fernsehserie, Episode 2x10)
- 1999: G vs E (Fernsehserie, 3 Episoden, verschiedene Rollen)